# João Guerreiro
João Guerreiro, né le 10 octobre 1990, à Tavira au Portugal, est un joueur portugais de basket-ball. Il évolue au poste d'ailier fort.

## Biographie
Né dans la pittoresque ville de Tavira en Algarve, au Portugal, João Guerreiro grandit dans un environnement où le sport tient une place prépondérante dans la vie quotidienne. Très tôt, il se passionne pour le basket-ball et intègre rapidement les équipes locales, où ses capacités athlétiques et sa vision du jeu ne passent pas inaperçues.

## Carrière

### Débuts et formation
João Guerreiro fait ses premiers pas dans le basket-ball professionnel en rejoignant le Barreirense lors de la saison 2011-2012. Sa progression rapide lui vaut ensuite un transfert au CAB Madeira pour la saison 2012-2013, club au sein duquel il se distingue par sa polyvalence et ses aptitudes défensives.

### Période à Vitoria SC
En 2013, Guerreiro rejoint Vitoria SC, club de premier plan dans le championnat portugais de basket-ball. Il joue au sein de cette formation pendant plusieurs saisons, consolidant sa réputation grâce à des performances régulières et une moyenne de points en progression notable. En particulier, lors de la saison 2015-2016, il atteint une moyenne de 8.2 points par match, soulignant ainsi son rôle essentiel au sein de l'effectif.

### Expérience en sélection nationale
Sélectionné pour la première fois en 2014, João Guerreiro représente le basket-ball portugais au niveau international. Sa contribution à l'équipe nationale est marquée par sa polyvalence sur le terrain, sa capacité à évoluer dans différents schémas tactiques et son engagement constant lors des compétitions européennes.

## Style de jeu et qualités
João Guerreiro est reconnu pour sa stature imposante et sa technique travaillée. Joueur complet, il excelle autant en attaque qu'en défense grâce à sa capacité à anticiper le jeu et à sécuriser les rebonds. Ses qualités athlétiques et sa vision du jeu lui permettent d'endosser efficacement le rôle d'ailier fort, apportant un équilibre précieux à son équipe.

## Vie personnelle
En dehors du parquet, João Guerreiro conserve une vie discrète. Engagé dans plusieurs initiatives de solidarité et de promotion du sport chez les jeunes, il participe régulièrement à des actions caritatives dans sa région natale. Son implication sociale vient renforcer son image de sportif exemplaire et engagé.